# Chiampore
Chiampore (Čampore in sloveno, Ciampore in dialetto triestino) è una frazione di Muggia.
Chiampore sorge a ridosso del confine italo-sloveno, in prossimità dell'attigua frazione capodistriana di San Colombano.

## Storia
Durante l'operazione Giardinaggio che cedette alcune borgate dalla zona A alla B del Territorio Libero di Trieste rimase all'Italia la chiesa parrocchiale e la scuola, mentre la Casa del Popolo Alma Vivoda, sezione locale del Partito Comunista del Territorio Libero di Trieste venne annessa alla zona B.